# Синпетру-де-Кимпіє
Синпетру-де-Кимпіє (рум. Sânpetru de Câmpie) — село у повіті Муреш у Румунії. Адміністративний центр комуни Синпетру-де-Кимпіє.
Село розташоване на відстані 290 км на північний захід від Бухареста, 29 км на північний захід від Тиргу-Муреша, 50 км на схід від Клуж-Напоки.

## Населення
За даними перепису населення 2002 року у селі проживали 1086 осіб.
Національний склад населення села:
| Національність | Кількість осіб | Відсоток |
| -------------- | -------------- | -------- |
| румуни         | 666            | 61,3%    |
| цигани         | 288            | 26,5%    |
| угорці         | 128            | 11,8%    |

Рідною мовою назвали:
| Мова      | Кількість осіб | Відсоток |
| --------- | -------------- | -------- |
| румунська | 805            | 74,1%    |
| циганська | 176            | 16,2%    |
| угорська  | 103            | 9,5%     |